# Migliuso
Migliuso (Migghiusu in calabrese) è una frazione del comune di Serrastretta in provincia di Catanzaro, nella parte più stretta d'Italia, nell'Istmo di Marcellinara (solo 37 km separano il Mar Tirreno dal Mar Ionio).

## Geografia fisica

### Territorio

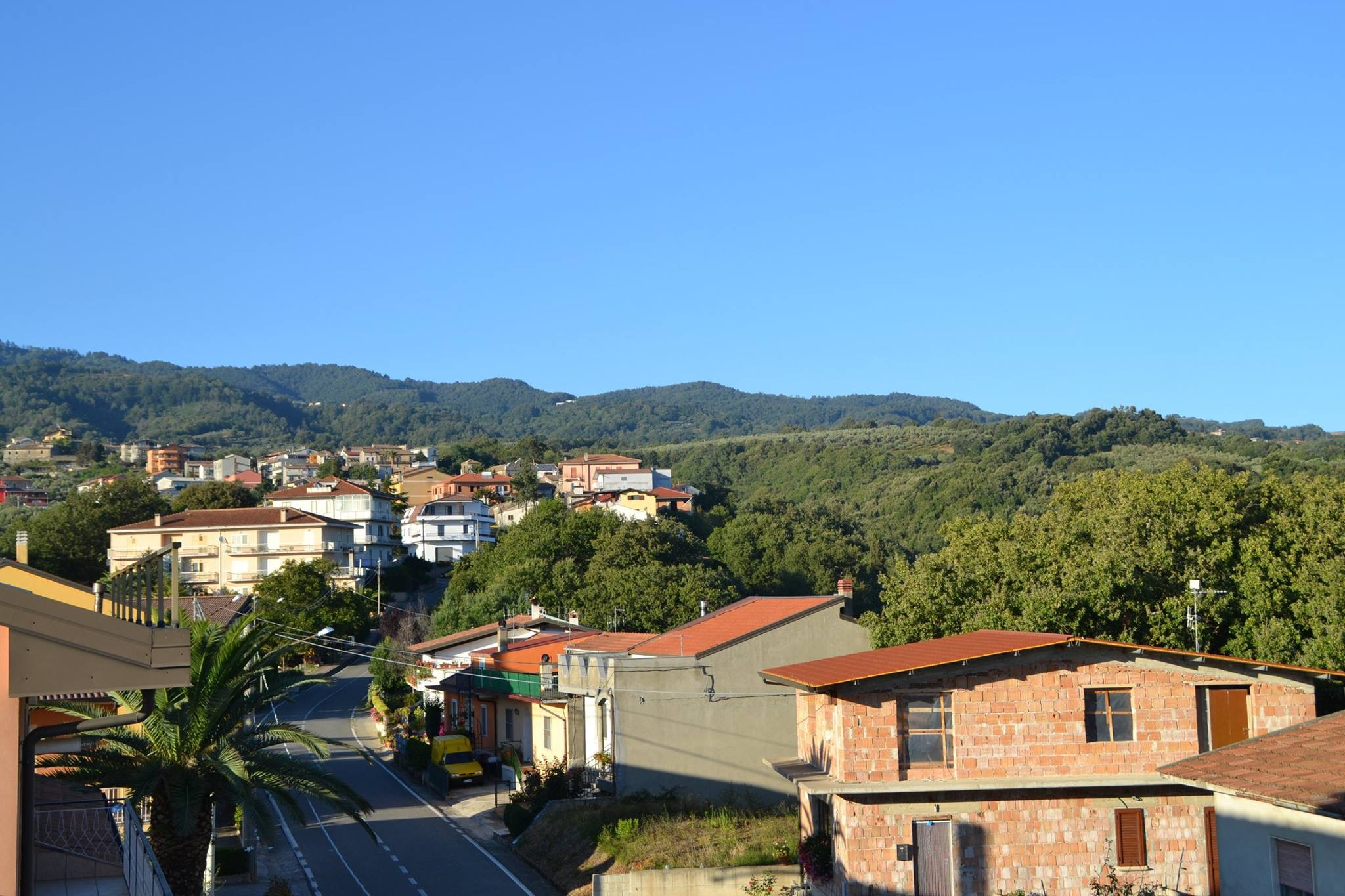
Migliuso vista dal basso verso l'alto

Situato a 453 m di altitudine s.l.m., il paese, tipicamente collinare, ha un'unica via principale su cui sono situati i principali fabbricati.
Migliuso si estende sui colli Valente, Migliuso e Ferola, sviluppandosi sul costone del colle centrale. A nord e sud confina con i monti delle Serre e della Contessa, mentre a ovest dal mar Ionio e dal mar Tirreno, ed è caratterizzato da un tipico clima mediterraneo, mite d'inverno e fresco durante la stagione estiva.
La vegetazione è variegata, sono presenti boschi di castagno, ginestra ed erica, nella stagione autunnale è florida la presenza di funghi tra cui il porcino.

### Clima
| Mese      | T° minima | T° massima |
| --------- | --------- | ---------- |
| Gennaio   | 3°        | 11°        |
| Febbraio  | 3°        | 12°        |
| Marzo     | 4°        | 13°        |
| Aprile    | 7°        | 16°        |
| Maggio    | 10°       | 20°        |
| Giugno    | 14°       | 24°        |
| Luglio    | 16°       | 26°        |
| Agosto    | 16°       | 27°        |
| Settembre | 14°       | 24°        |
| Ottobre   | 11°       | 20°        |
| Novembre  | 7°        | 16°        |
| Dicembre  | 4°        | 13°        |

## Storia

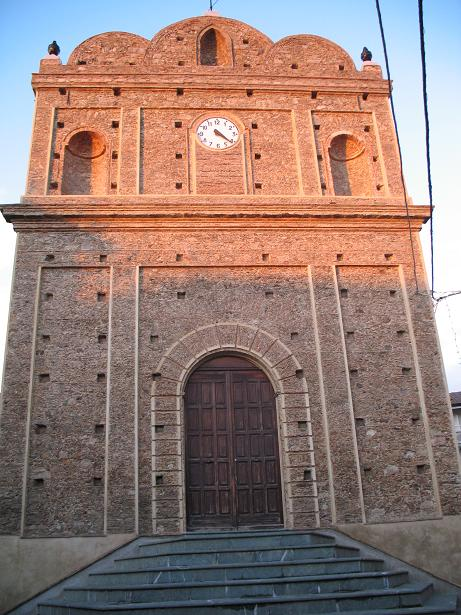
Chiesa dell'Immacolata

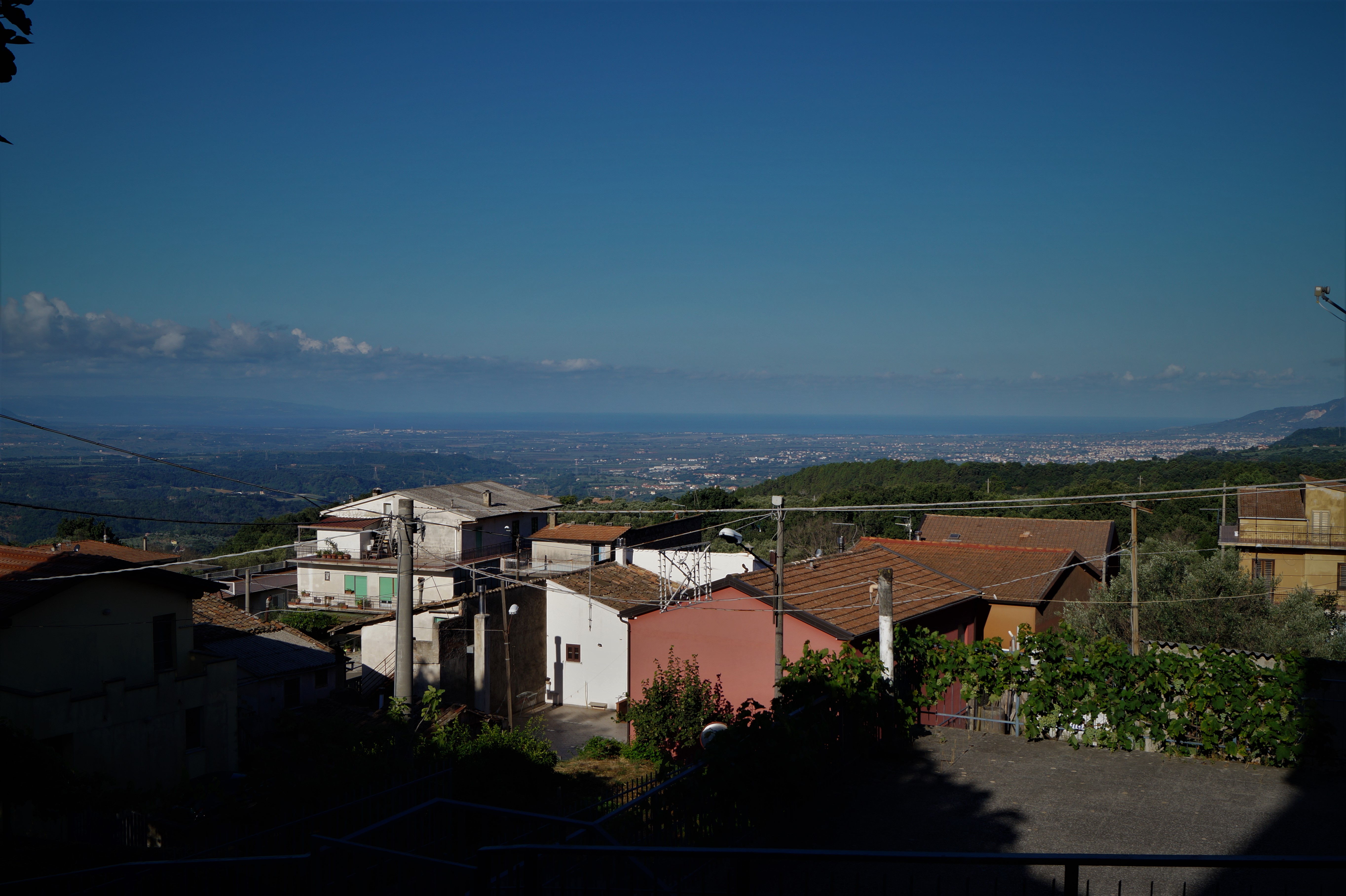
Vista della Piana di Sant'Eufemia da Rione Santa Maria

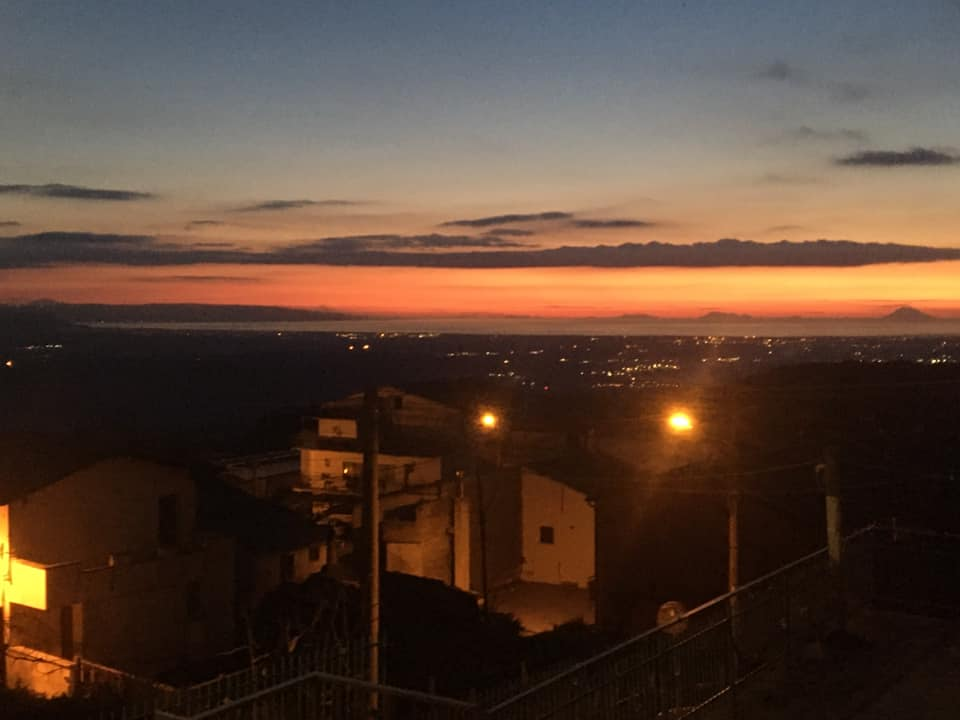
Tramonto dal Rione Santa Maria con le Isole Eolie e la cima dell'Etna

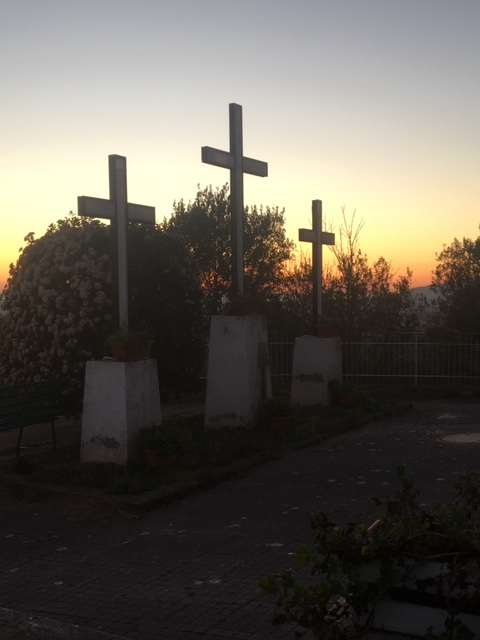
Le tre croci ubicate all'inizio del paese.

### Storia sismica
La località di Migliuso, secondo le fonti a noi giunte e riscontrabili sul sito CFTI5Med, ha subito danni pari al VIII grado della scala Mercalli a causa del Terremoto della Calabria meridionale del 1783 e pari al VII grado della scala Mercalli a causa del Terremoto della Calabria del 1905. Non sono pervenute notizie in merito al Terremoto della Calabria del 27 marzo 1638 avvenuto nei vicini territori di Conflenti e Platania.
La frazione è posta tra due faglie (secondo i dati Ithaca), una ubicata a nord dell'abitato, tra Migliuso e Angoli, denominata "Galli" ed una seconda posta a sud dell'abitato, tra Cancello (Serrastretta) e Migliuso, denominata "Nicastro".

## Monumenti e luoghi d'interesse

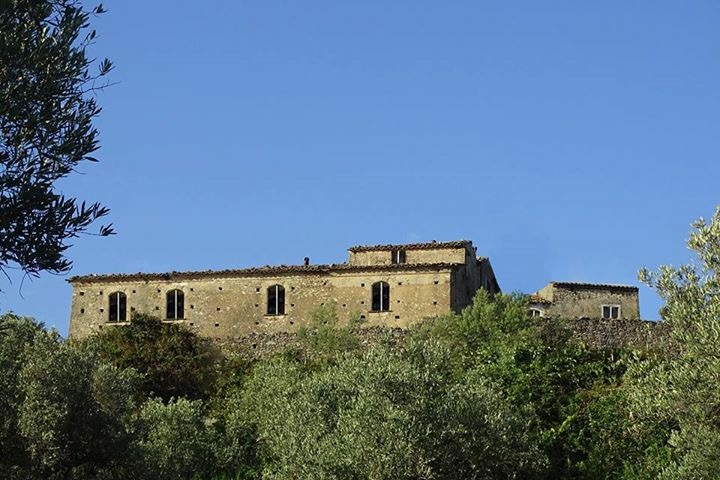
Casino di Don Rico

- Chiesa dell'Immacolata concezione (vedi foto sopra)
- Tre croci (poste all'entrata del paese e sovrastano la zona sottostante)
- Casino di Don Rico
- Monumento ai caduti delle due guerre mondiali
- Statua di San Francesco di Paola in piazza San Giovanni XXIII

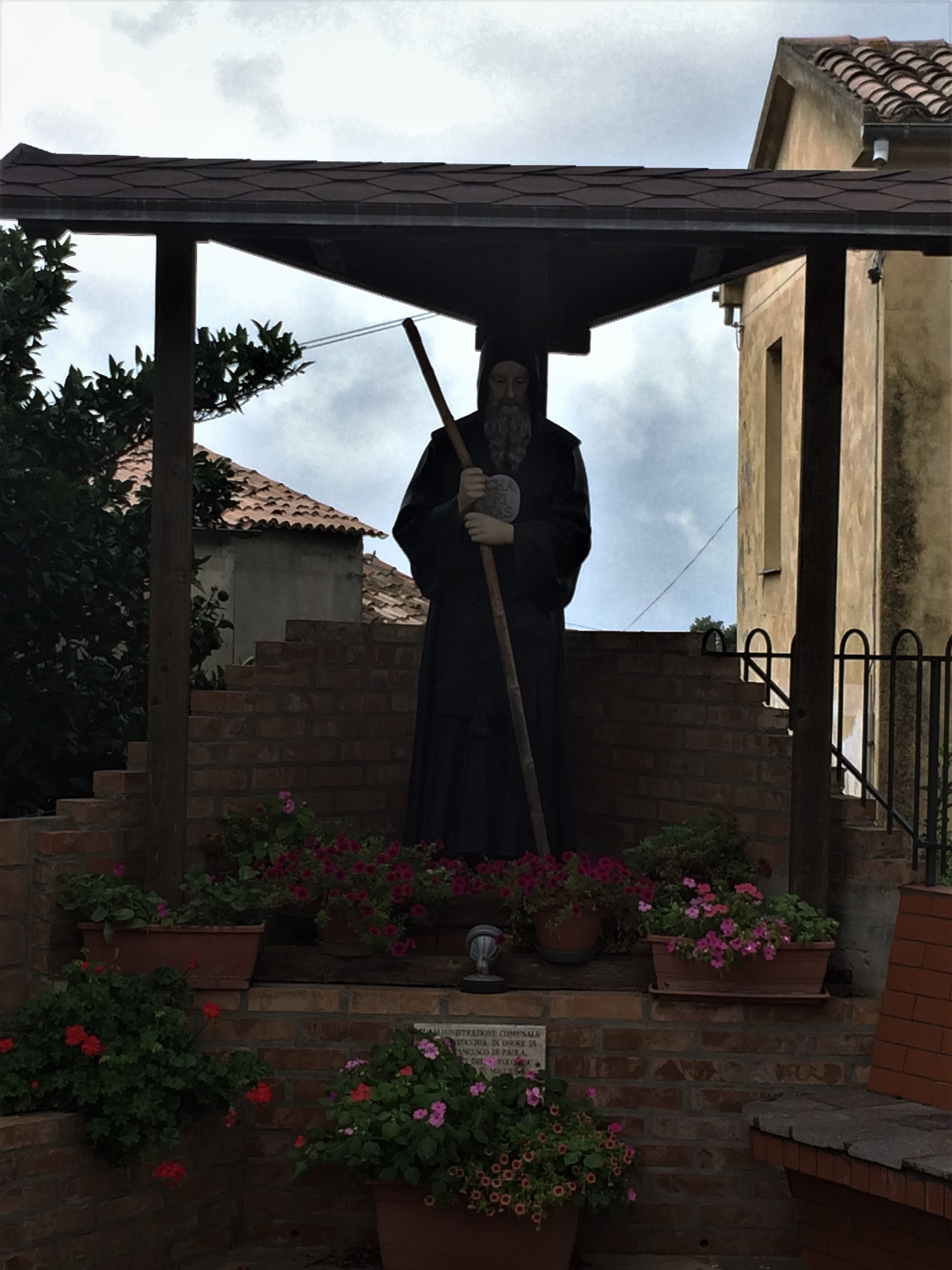
Statua di San Francesco da Paola

- Palazzo Fragale (seconda metà 800)

## Cultura

### Cucina
- Salumi: salsicce, soppressata, capicollo, salame.
- Primi piatti: Timpanu (Timballo di bucatini al forno)
- Contorni: Pipi e patate (Peperoni e Patate), Patate e funghi, purpette (polpette) di carne di suino, purpette de ricotta, milingiane chine (melanzane ripiene), patate, vrasciole, grispelle e nacatule.

Si producono castagne, olive, uva, fichi e fichi d'india con tutti i loro derivati (Olio, vino, fichi secchi, ecc.).

### Eventi
- Luglio-Agosto: Torneo Calcio a 5
- 15-16 Agosto: Festa della SS Immacolata Concezione
- 17 Agosto: Festa dell'Emigrato
- 8 Dicembre: Festa religiosa dell'Immacolata Concezione con processione per le vie del paese
- Fine Dicembre-inizio Gennaio: Presepe vivente e mostra degli antichi mestieri locali

## Infrastrutture e trasporti
Migliuso è servita con autobus giornalieri da e per Lamezia Terme la quale è sede di un importante aeroporto internazionale situato nel quartiere di Sant'Eufemia Lamezia insieme alla stazione ferroviaria Stazione di Lamezia Terme Centrale ed allo svincolo dell'Autostrada A3 (Italia) a 25 km da Migliuso. Inoltre Migliuso dista 20 km dal Centro commerciale Due Mari situato nel comune di Maida.
Migliuso è dotato delle scuole medie, di un campetto sportivo, il campo sportivo dove gioca la squadra del paese, un parco giochi, una pizzeria, una farmacia, le poste, un fruttivendolo, una ferramenta ed un negozio di alimentari vicino alla Chiesa dell'Immacolata Concezione nel centro del paese. Sul monte Valente è presente un agriturismo molto noto nella zona, A Turra de Briganti.

## Sport
- Atletica: Atletica AMICA
- Calcio: ASD MAC 3 che milita nel campionato di Terza Categoria Calabria insieme ai rivali dell'U.s Serrastretta. Gioca le sue partite nel campo sportivo di Migliuso (tra Migliuso ed Angoli) . I Colori sociali dell'ASD MAC3 sono il Bianco ed il Blu.